# CPanel
cPanel (acrónimo de control Panel o ‘Panel de control’) es un panel de control para administrar servidores de alojamiento web que proveen herramientas de automatización y una interfaz gráfica basada en páginas web.
Este software cuenta con un diseño en tres capas que entrega distintos atributos a administradores, revendedores de espacio y usuarios finales. Estos atributos permiten controlar diversos aspectos de los servidores y servicios entregados a los clientes externos (usuarios de páginas web). Es software de tipo propietario y se ha desarrollado para ser compatible con la mayoría de las distribuciones de Linux que usen RPM como gestor de paquetes.
Fue concebido para ser un software instalado en un servidor dedicado o servidor virtual, y debido al grado de integración que posee el software con el sistema operativo, los desarrolladores no recomiendan la desinstalación del programa sino formatear el servidor.

## Historia
cPanel fue diseñado originalmente como el panel de control para Speed Hosting, una empresa de hospedaje web, posteriormente desaparecida. El autor original de cPanel, Nick J. Koston, tenía una participación en Speed Hosting.
Después de la fusión de Speed Hosting con WebKing, la empresa movió sus servidores virtuales a Development Inc. (VDI), también desaparecida a posteridad. Tras un acuerdo entre J. Nick Koston y VDI, cPanel solo estaba disponible para los clientes alojados directamente a VDI. Por aquel entonces había poca competencia en el mercado de paneles de control, las principales opciones eran VDI y Alabanza. Las principales características en cPanel 2 fueron la actualización automática y el alojamiento web Manager.
cPanel 3 fue lanzado en 1999, era una versión con muchos problemas, ya que solía contener bastantes errores además de no tener una buena interfaz de usuario. Esta interfaz mejoró cuando Carlos Rego, de Wizards Hosting, creó lo que se convirtió en el tema por defecto de cPanel. Con el tiempo y debido a problemas internos entre VDI y J. Nick Koston, cPanel se dividió en dos programas separados, cPanel y WebPanel. WebPanel fue la versión a cargo de VDI. Sin el programador jefe, VDI no pudo continuar los trabajos en cPanel y, finalmente, dejó de apoyarlo por completo. J. Nick Koston siguió trabajando en cPanel al mismo tiempo que trabajaba en BurstNET en un principio, hasta que dejó esta última para centrarse por completo en la primera.

## Principales funcionalidades de cPanel
Hoy en día, cPanel se ha convertido prácticamente un estándar en servicios de hosting web.
Tanto es así que se considera por muchos un criterio fundamental a la hora de elegir un hosting.
Su principal ventaja es que el usuario de un hosting web, muchas veces personas sin perfil técnico, dispone de una interfaz web sencilla que le permite administrar los servicios más importantes de su hosting, principalmente:
1. Administración de ficheros: principalmente para la instalación de aplicaciones PHP como WordPress, Joomla o Prestashop.
2. Configuración de los dominios: necesaria para vincular el sitio web el correo electrónico al (los) dominio(s) que se quiere(n) utilizar.
3. Gestión de cuentas de correo: creación y mantenimiento de cuentas de correo electrónico con dominio propio.
4. Gestión de bases de datos MySQL: creación y mantenimiento de bases de bases de datos, principalmente porque las aplicaciones típicas usadas en un hosting como las arriba mencionadas suelen requerir una base de datos MySQL.
5. Gestión de los recursos: espacio en disco, consumo de ancho de banda mensual, etc.

## Panel de control
cPanel entrega un gran nivel de control al usuario individual, mientras se mantiene la seguridad. Aunque el administrador de sistema puede desactivar cualquier característica para cada cliente en cualquier momento, el usuario puede usar cualquier elemento que se encuentre disponible.
- SSH Access: tiene integrado un applet Java que permite una conexión directa con el servidor vía SSH. Se encuentra desactivado en la mayoría de los sitios debido a que es un riesgo para la seguridad del servidor.
- Crontab: provee una interfaz para el manejo de las listas de tareas.
- OpenPGP: soporte técnico.
- CGI Scripts: autoinstala varios scripts para cualquier sitio web.
- Permite evitar el acceso a direcciones IP específicas.
- Se distingue, respecto a otros control Panel, por su facilidad para realizar respaldos completos o parciales (algunos proveedores de hospedaje no dan derechos para restaurar respaldos).
- Tiene una apariencia flexible y fácil de entender, llamada Paper Lantern, y en la última versión en pruebas, la versión 104, también hay otra llamada Jupiter.